# 萨拉戈萨条约

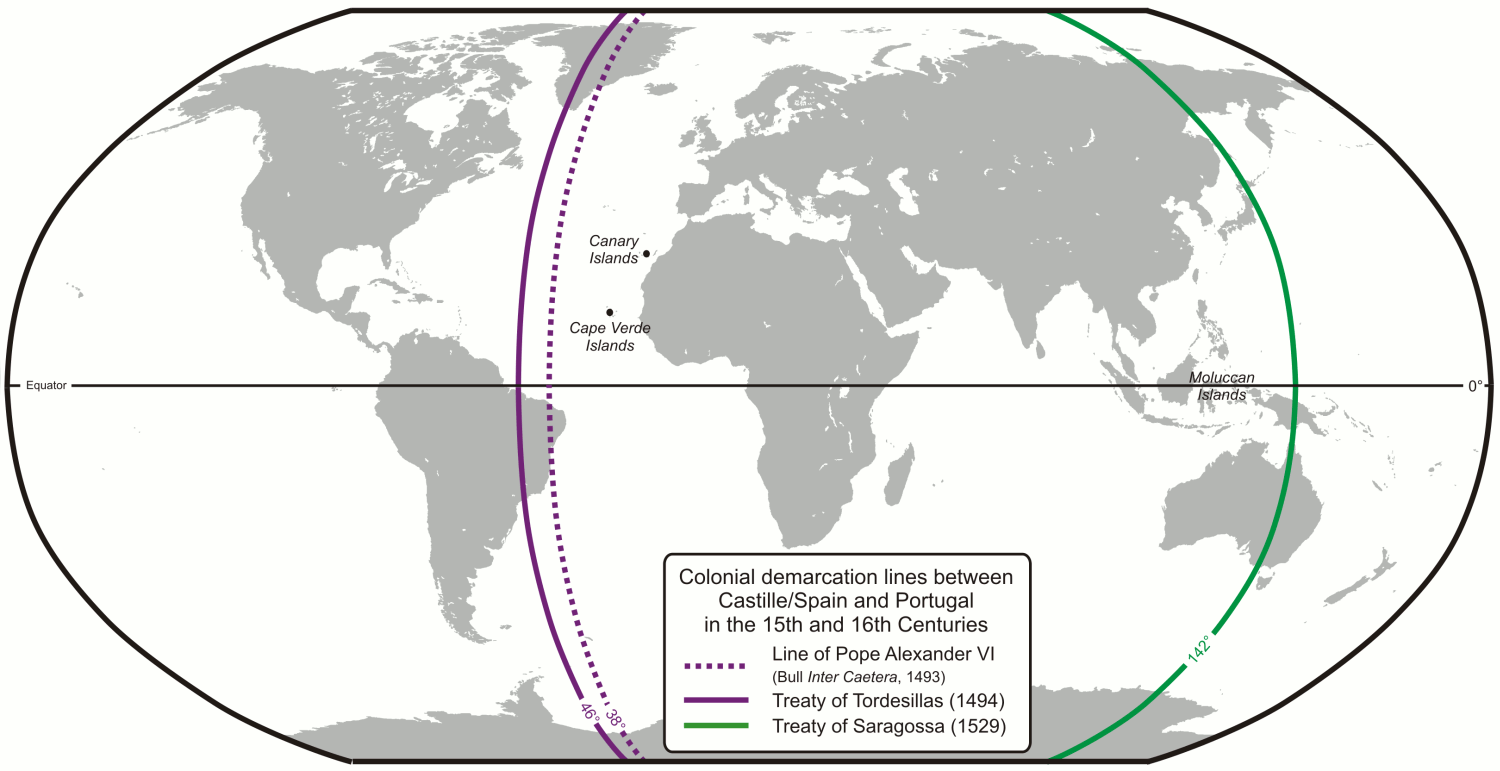
图示分隔卡斯提亞（今西班牙）和葡萄牙势力范围的界线: 1494年托尔德西里亚斯条约规定的子午线（紫线）以及1529年萨拉戈萨条约规定的子午线（绿线）

萨拉戈萨条约（西班牙語：Tratado de Zaragoza）是西班牙与葡萄牙于公元1529年4月22日在西班牙的萨拉戈萨签署的和平条约。由葡萄牙国王若昂三世和西班牙皇帝卡洛斯一世签署。该条约规定了西班牙和葡萄牙在亚洲的势力分界线，以解决“摩鹿加群岛问题”。根据在1494年签署的《托德西利亚斯条约》，西班牙与葡萄牙都认为摩鹿加群岛为自己探索区域。冲突自1520年起开始爆发，此时两国的探险队都进入太平洋，而托尔德西里亚斯条约并未规定东部的界线。

## 摩鹿加群岛问题
1494年西班牙和葡萄牙签署托尔德西里亚斯条约，改条约将世界一分为二，西部为西班牙探索区域，东部为葡萄牙。
1511年，葡萄牙人征服了亚洲的贸易中心马六甲。葡萄牙人得知在摩鹿加群岛中存在着“香料群岛”。1512年葡萄牙人抵达香料群岛，并建立堡垒。
在麦哲伦探险（1519年至1522年）后，卡洛斯一世派遣探险队进入摩鹿加群岛，之后爆发冲突。

## 条约
1525年2月10日卡洛斯一世的妹妹奥地利的凯瑟琳嫁给葡萄牙约翰三世。在1526年3月11日，卡洛斯一世与约翰三世的姐姐葡萄牙的伊莎贝拉结婚。这些相互之间的婚礼加强了两国之间的关系，有助于签署摩鹿加群岛的协议。
1529年，条约签订。以“香料群岛”以东297.5里格处的经线为界，划出了两大帝国瓜分世界的另一条分界线。位于东经142度附近。